# Bonaventure Fieullien
 (février 2021).
Bonaventure Fieullien (à l'état civil : Francis Fieullien), né le 1er avril 1903 à Bruxelles et mort le 18 janvier 1976 à Regniowez (France), est un prêtre franciscain belge, ermite, poète, artiste peintre et graveur.

## Biographie
Fils du député belge Corneille Fieullien et né à Bruxelles le 1er avril 1903 le jeune Francis fait ses études secondaires (1917-1922) au collège Saint-Michel des Jésuites de Bruxelles. Durant ses études universitaires de Philosophie et Lettres aux facultés Saint-Louis il s’initie déjà aux arts plastiques et s’intéresse au socialisme. Mais c’est l’aspect religieux du partage chrétien, et l’exemple de François d’Assise, qui le conduit à entrer chez les Franciscains. Il est ordonné prêtre le 19 octobre 1925 et est vicaire puis curé de la nouvelle paroisse franciscaine du chant d’Oiseau, à Woluwe-Saint-Pierre (Bruxelles). Concomitamment il fait des études d’art et s’initie à la gravure sur bois à l’institut Saint-Luc et l’Académie de Bruxelles. De 1939 à 1943 il est égaiement supérieur de la communauté des frères franciscains.
C’est durant ces années-là qu’il se lie d’amitié avec des étudiants, jeunes intellectuels et artistes formant un groupe de ‘Compagnons de Saint-François’. Parmi eux : Jean Libert qui débute dans les Lettres.
Le père Fieullien est très marqué par la guerre. Il y perd son père et son frère et y laisse sa santé. Nerveusement ébranlé il cherche la solitude et en 1944 fait un séjour à la Trappe de Scourmont comme postulant.
La même année il est appelé, comme prêtre, à remplacer temporairement le curé du petit village frontalier de Regniowez. Il y trouve ce qu’il cherche. Ce petit village isolé de 250 habitants, juste au delà de la frontière française, et à une petite dizaine de kilomètres de l’abbaye de Scourmont, devient son ermitage. Le père Bonaventure y restera jusqu’à la fin de sa vie : il est curé du village de Regniowez de 1944 à sa mort (1976). Le presbytère, changé en prieuré, devient son atelier.
Amoureux de la solitude sans renier les cocktails de vernissage, artiste-graveur, peintre et même maître-verrier à l’occasion, le père Fieullien est un curé peu conventionnel. Son amour de la nature et esprit créatif non mercantile, son style de vie franciscain, sa liberté d’expression et franc-parler peu orthodoxe attirent de nombreux visiteurs à son prieuré. Il se déclare « ni bon catholique, ni bon citoyen ».
Deux drames marquent les dernières années de sa vie. En novembre 1972 une tempête abat le tilleul bicentenaire voisin du prieuré qui lui était comme un frère. L’arbre avait inspiré de nombreux poèmes et illuminé dessins et aquarelles. Plus grave : le 13 novembre 1974 un incendie ravage le prieuré et détruit toutes ses œuvres de même que ses archives au presbytère. Dans un dernier poème intitulé l’Ange du feu’ le franciscain qu’est le père Bonaventure, bien que profondément affecté, se soumet à la volonté divine et tourne ce dépouillement catastrophique en action de grâce : une sorte de ‘Nunc dimittis’.
Le père Bonaventure Fieullien meurt le 18 janvier 1976 à Regniowez. Il est enterré dans le cimetière monacal de l’abbaye Notre-Dame de Scourmont.

## Protection de ses œuvres
Le chemin de croix que Bonaventure Fieullien réalisa en 1964 pour l'église Saint-Rémi d'Ham-sur-Meuse a été protégé au titre des monuments historiques par arrêté du 10 juin 2015.

## Archives
Les Archives départementales des Ardennes conservent le fonds privé de Bonaventure Fieullien, le fonds 25J, qui contient principalement des documents relatifs à ses activités artistiques et culturelles. Celui-ci est librement consultable en salle de lecture.

## Hommages
- La ville de Charleville-Mézières a une ‘rue Bonaventure Fieullien’.
- La Maison Bonaventure Fieullien, à Regniowez, est un petit musée rassemblant des dessins, gravures, huiles, aquarelles et autres œuvres de l’artiste franciscain.